# Alle, die mit uns auf Kaperfahrt fahren

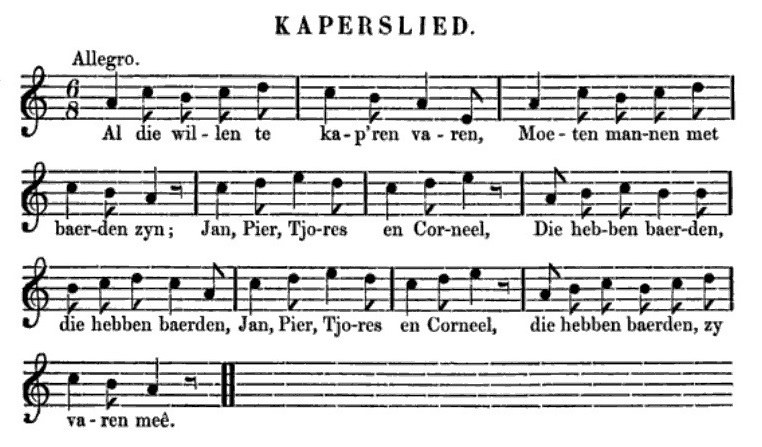
Al die willen te kap’ren varen in Chants populaires des Flamands de France 1856

Alle, die mit uns auf Kaperfahrt fahren ist ein von Gottfried Wolters gedichtetes Seemannslied, das sich an das flämische Volkslied Al die willen te kap’ren varen anlehnt.

## Überlieferungsgeschichte
Der Verfasser von Al die willen te kap’ren varen ist unbekannt. Das einstrophige Lied wurde in der ersten Hälfte des 19. Jahrhunderts von Edmond de Coussemaker vermutlich in Dünkirchen aufgezeichnet und erschien 1856 in den Chants populaires des Flamands de France im Druck. Die Freibeuter von Dünkirchen waren zunächst ab 1585 im Auftrag der Spanischen Niederlande und dann zwischen 1672 und 1713 für Frankreich aktiv.
Gottfried Wolters übertrug das Lied ins Deutsche und ergänzte die Ursprungsstrophe um fünf weitere Strophen. Die Erstveröffentlichung erfolgte 1951 in Das singende Jahr Nr. 10. Wolters verwendete das Lied in der Folge in weiteren Liedersammlungen, so 1962 im Unterrichtswerk Ars Musica und 1959 in der Sammlung Von Kerlen wollen wir singen. Neben den sechs von Wolters verfassten Strophen gibt es zahlreiche Zudichtungen; so führt Der schräge Turm zwölf weitere Strophen auf, die unter anderem von Gerd Watkinson und Helmut König verfasst wurden.
Wolters hat zwei der von ihm verfassten Strophen zurück ins Niederländische übersetzt. Später wurde auch die niederländische Fassung um weitere Strophen ergänzt.

## Inhalt
Der Volksliedforscher Florimond van Duyse verweist darauf, dass die Einwohner von Dünkirchen sich als Freibeuter verstanden, die spanische, englische und niederländische Schiffe plünderten. Eine Liedvariante, bei der die vierte Textzeile „die hadden baerden, ze varen vreê“ anstelle von „die hebben baerden, zy varen meê“ lautet, bezieht sich nach van Duyse auf die Familie von Jan Bart.
Während die erste Strophe der deutschen Fassung weitgehend wortgetreu dem flämischen Original folgt, schildern die folgenden Strophen auch Ereignisse außerhalb des Freibeuterlebens, so die Walrossjagd. Ernst Klusen ordnet das Lied wegen seiner Übertreibungen als Scherzlied ein.

## Musik
Das Lied ist in einem fließenden Sechs-Achtel-Takt gehalten. Der Tonumfang des in Moll stehenden Lieds beträgt eine Quinte, mit Ausnahme eines einmaligen Sprungs auf die Unterquarte.

## Bekannte Interpreten
- Hein & Oss: Haul Away – Seemannslieder (1969)
- Peter Rohland: Lieder von Anderswo (1977)
- Die Ärzte: Le Frisur (1996)
- Die Streuner: Wein, Weib und Gesang (1998)
- Adorned Brood: Kaperfahrt (2010)
- Santiano: Bis ans Ende der Welt (2012)